# Hopman Cup 1990
La Hopman Cup 1990 è stata la 2ª edizione della Hopman Cup, si è giocata in Australia dal 26 dicembre 1989 al 1º gennaio 1990. La vittoria è andata alla coppia della Spagna formata da Emilio Sánchez e Arantxa Sánchez Vicario.

## Nazioni partecipanti

### Teste di serie
1. Stati Uniti – John McEnroe e Pam Shriver (finalisti)
2. Spagna – Emilio Sánchez e Arantxa Sánchez Vicario (campioni)
3. Cecoslovacchia - Petr Korda e Helena Suková (semifinalisti)
4. Unione Sovietica – Andrej Česnokov e Nataša Zvereva (quarti di finale)
5. Australia – Mark Woodforde e Hana Mandlíková (semifinalisti)
6. Francia – Yannick Noah e Isabelle Demongeot (quarti di finale)
7. Austria – Thomas Muster e Barbara Paulus (quarti di finale)
8. Italia – Paolo Canè e Laura Golarsa (quarti di finale)

### Altri partecipanti
- Svezia – Mikael Pernfors e Maria Lindström (primo turno)
- Jugoslavia – Slobodan Živojinović e Sabrina Goleš (primo turno)
- Nuova Zelanda – Kelly Evernden e Belinda Cordwell (primo turno)
- Paesi Bassi – Michiel Schapers e Brenda Shultz (primo turno)

## Tabellone
|  | Primo Turno | Primo Turno   | Primo Turno |  |  | Quarti di finale | Quarti di finale | Quarti di finale |   |   | Semifinali  | Semifinali  | Semifinali |  |  | Finale | Finale | Finale |
|  |             |               |             |  |  |                  |                  |                  |   |   |             |             |            |  |  |        |        |        |
|  |             |               |             |  |  |                  |                  |                  |   |   |             |             |            |  |  |        |        |        |
|  |             |               |             |  |  | 1                | Stati Uniti      | 3                |   |   |             |             |            |  |  |        |        |        |
|  |             | Svezia        | 1           |  |  | 8                | Italia           | 0                |   |   |             |             |            |  |  |        |        |        |
|  | 8           | Italia        | 2           |  |  |                  |                  |                  |   | 1 | Stati Uniti | 3           |            |  |  |        |        |        |
|  |             |               |             |  |  |                  | 5                | Australia        | 0 |   |             |             |            |  |  |        |        |        |
|  |             |               |             |  |  | 4                | Unione Sovietica | 0                |   |   |             |             |            |  |  |        |        |        |
|  |             | Jugoslavia    | 0           |  |  | 5                | Australia        | 3                |   |   |             |             |            |  |  |        |        |        |
|  | 5           | Australia     | 3           |  |  |                  |                  |                  |   |   | 1           | Stati Uniti | 1          |  |  |        |        |        |
|  | 6           | Francia       | 2           |  |  |                  | 2                | Spagna           | 2 |   |             |             |            |  |  |        |        |        |
|  |             | Paesi Bassi   | 1           |  |  | 6                | Francia          | 0                |   |   |             |             |            |  |  |        |        |        |
|  |             |               |             |  |  | 3                | Cecoslovacchia   | 3                |   |   |             |             |            |  |  |        |        |        |
|  |             |               |             |  |  |                  |                  |                  |   | 2 | Spagna      | 2           |            |  |  |        |        |        |
|  | 7           | Austria       | 3           |  |  |                  | 3                | Cecoslovacchia   | 1 |   |             |             |            |  |  |        |        |        |
|  |             | Nuova Zelanda | 0           |  |  | 7                | Austria          | 1                |   |   |             |             |            |  |  |        |        |        |
|  |             |               |             |  |  | 2                | Spagna           | 2                |   |   |             |             |            |  |  |        |        |        |
|  |             |               |             |  |  |                  |                  |                  |   |   |             |             |            |  |  |        |        |        |

## Primo Turno

### Italia vs. Svezia
| Italia 2 | Burswood Entertainment Complex, Perth 26 dicembre, 1989 - 1º gennaio, 1990 Cemento indoor | Burswood Entertainment Complex, Perth 26 dicembre, 1989 - 1º gennaio, 1990 Cemento indoor | Svezia 1 |     |     |  |
| \| \| \| \| 1 \| 2 \| 3 \| \| \| - \| \| ------------------------------------------------------------ \| --- \| --- \| --- \| \| \| 1 \| \| Paolo Canè Mikael Pernfors \| 6 3 \| 3 6 \| 4 6 \| \| \| 2 \| \| Laura Golarsa Maria Lindström \| 6 1 \| 6 1 \| \| \| \| 3 \| \| Paolo Canè / Laura Golarsa Mikael Pernfors / Maria Lindström \| 7 5 \| 6 3 \| \| \| |                                                                                           |                                                                                           |          |     |     |  |
| |                                                                                           |                                                                                           | 1        | 2   | 3   |  |
| 1 | Italia (bandiera) · Svezia (bandiera)                                                     | Paolo Canè Mikael Pernfors                                                                | 6 3      | 3 6 | 4 6 |  |
| 2 | Italia (bandiera) · Svezia (bandiera)                                                     | Laura Golarsa Maria Lindström                                                             | 6 1      | 6 1 |     |  |
| 3 | Italia (bandiera) · Svezia (bandiera)                                                     | Paolo Canè / Laura Golarsa Mikael Pernfors / Maria Lindström                              | 7 5      | 6 3 |     |  |

### Australia vs. Jugoslavia
| Australia 3 | Burswood Entertainment Complex, Perth 26 dicembre, 1989 - 1º gennaio, 1990 Cemento indoor | Burswood Entertainment Complex, Perth 26 dicembre, 1989 - 1º gennaio, 1990 Cemento indoor | Jugoslavia 0 |     |   |  |
| \| \| \| \| 1 \| 2 \| 3 \| \| \| - \| \| --------------------------------------------------------------------- \| --- \| --- \| - \| \| \| 1 \| \| Mark Woodforde Slobodan Živojinović \| 6 1 \| 6 1 \| \| \| \| 2 \| \| Hana Mandlíková Sabrina Goleš \| 6 0 \| 6 0 \| \| \| \| 3 \| \| Mark Woodforde / Hana Mandlíková Slobodan Živojinović / Sabrina Goleš \| 6 1 \| 7 5 \| \| \| |                                                                                           |                                                                                           |              |     |   |  |
| |                                                                                           |                                                                                           | 1            | 2   | 3 |  |
| 1 | Australia (bandiera) · Jugoslavia (bandiera)                                              | Mark Woodforde Slobodan Živojinović                                                       | 6 1          | 6 1 |   |  |
| 2 | Australia (bandiera) · Jugoslavia (bandiera)                                              | Hana Mandlíková Sabrina Goleš                                                             | 6 0          | 6 0 |   |  |
| 3 | Australia (bandiera) · Jugoslavia (bandiera)                                              | Mark Woodforde / Hana Mandlíková Slobodan Živojinović / Sabrina Goleš                     | 6 1          | 7 5 |   |  |

### Austria vs. Nuova Zelanda
| Austria 3 | Burswood Entertainment Complex, Perth 26 dicembre, 1989 - 1º gennaio, 1990 Cemento indoor | Burswood Entertainment Complex, Perth 26 dicembre, 1989 - 1º gennaio, 1990 Cemento indoor | Nuova Zelanda 0 |     |     |  |
| \| \| \| \| 1 \| 2 \| 3 \| \| \| - \| \| --------------------------------------------------------------- \| --- \| --- \| --- \| \| \| 1 \| \| Thomas Muster Kelly Evernden \| 6 3 \| 6 2 \| \| \| \| 2 \| \| Barbara Paulus Belinda Cordwell \| 6 1 \| 6 2 \| \| \| \| 3 \| \| Thomas Muster / Barbara Paulus Kelly Evernden / Belinda Corwell \| 7 5 \| 5 7 \| 6 4 \| \| |                                                                                           |                                                                                           |                 |     |     |  |
| |                                                                                           |                                                                                           | 1               | 2   | 3   |  |
| 1 | Austria (bandiera) · Nuova Zelanda (bandiera)                                             | Thomas Muster Kelly Evernden                                                              | 6 3             | 6 2 |     |  |
| 2 | Austria (bandiera) · Nuova Zelanda (bandiera)                                             | Barbara Paulus Belinda Cordwell                                                           | 6 1             | 6 2 |     |  |
| 3 | Austria (bandiera) · Nuova Zelanda (bandiera)                                             | Thomas Muster / Barbara Paulus Kelly Evernden / Belinda Corwell                           | 7 5             | 5 7 | 6 4 |  |

### Francia vs. Paesi Bassi
| Francia 2 | Burswood Entertainment Complex, Perth 26 dicembre, 1989 - 1º gennaio, 1990 Cemento indoor | Burswood Entertainment Complex, Perth 26 dicembre, 1989 - 1º gennaio, 1990 Cemento indoor | Paesi Bassi 1 |     |     |  |
| \| \| \| \| 1 \| 2 \| 3 \| \| \| - \| \| ------------------------------------------------------------------ \| --- \| --- \| --- \| \| \| 1 \| \| Yannick Noah Michiel Schapers \| 4 6 \| 7 6 \| 7 6 \| \| \| 2 \| \| Isabelle Demongeot Brenda Shultz \| 4 6 \| 7 5 \| 6 4 \| \| \| 3 \| \| Yannick Noah / Isabelle Demongeot Michiel Schapers / Brenda Shultz \| 3 6 \| 2 6 \| \| \| |                                                                                           |                                                                                           |               |     |     |  |
| |                                                                                           |                                                                                           | 1             | 2   | 3   |  |
| 1 | Francia (bandiera) · Paesi Bassi (bandiera)                                               | Yannick Noah Michiel Schapers                                                             | 4 6           | 7 6 | 7 6 |  |
| 2 | Francia (bandiera) · Paesi Bassi (bandiera)                                               | Isabelle Demongeot Brenda Shultz                                                          | 4 6           | 7 5 | 6 4 |  |
| 3 | Francia (bandiera) · Paesi Bassi (bandiera)                                               | Yannick Noah / Isabelle Demongeot Michiel Schapers / Brenda Shultz                        | 3 6           | 2 6 |     |  |